# Cirrhimuraena
Cirrhimuraena – rodzaj ryb promieniopłetwych z podrodziny Ophichthinae w obrębie rodziny żmijakowatych (Ophichthidae).

## Rozmieszczenie geograficzne
Do rodzaju należą gatunki występujące w wodach strefy tropikalnej Indo-Pacyfiku.

## Morfologia
Długość ciała do 54,8 cm; brak danych dotyczących masy ciała.

## Systematyka
Rodzaj zdefiniował w 1856 roku niemiecki paleontolog i przyrodnik Johann Jakob Kaup w artykule poświęconym przeglądowi ryb węgorzokształtnych opublikowanym w czasopiśmie Archiv für Naturgeschichte. Gatunkiem typowym jest (oznaczenie monotypowe) C. chinensis.

### Etymologia
- Cirrhimuraena: łac. cirrus ‘lok, frędzel’; muraena ‘murena’, od gr. μυραινα muraina ‘murena’[6].
- Jenkinsiella: Oliver Peebles Jenkins (1850–1935), amerykański ichtiolog; łac, przyrostek zdrabniający -ellus-a-um[7][2]. Gatunek typowy (oryginalne oznaczenie (również monotypowe)): Microdonophis macgregori Jenkins, 1903 (= Ophichthys playfairii Günther, 1870).
- Calamuraena: gr. καλος kalos ‘piękny’[8]; łac. muraena ‘murena’, od gr. μυραινα muraina ‘murena’[9]. Gatunek typowy (oryginalne oznaczenie (również monotypowe)): Ophichthys calamus Günther, 1870.

### Podział systematyczny
Do rodzaju należą następujące gatunki:
- Cirrhimuraena calamus (Günther, 1870)
- Cirrhimuraena cheilopogon (Bleeker, 1860)
- Cirrhimuraena chinensis Kaup, 1856
- Cirrhimuraena indica Mohapatra, Mohanty, Ray, Mishra & Seth, 2021
- Cirrhimuraena inhacae (Smith, 1962)
- Cirrhimuraena odishaensis Mohanty, Behera, Patro & Mohapatra, 2023
- Cirrhimuraena oliveri (Seale, 1910)
- Cirrhimuraena orientalis Nguyen, 1993
- Cirrhimuraena paucidens Herre & Myers, 1931
- Cirrhimuraena playfairii (Günther, 1870)
- Cirrhimuraena tapeinoptera Bleeker, 1863
- Cirrhimuraena yuanding Tang & Zhang, 2003